# Ibrahim Mbaye
Ibrahim Mbaye (* 24. ledna 2008) je francouzský profesionální fotbalista, který hraje na pozici útočníka za klub Paris Saint-Germain FC.

## Klubová kariéra
Mbaye začal svou mládežnickou kariéru v roce 2013 v ES Guyancourt, než v roce 2015 přestoupil do Versailles. V roce 2018, když mu bylo 10 let, přestoupil do akademie Paris Saint-Germain. V sezóně 2023/24, když mu bylo 16 let, pomohl týmu PSG do 19 let k vítězství v play-off Championnat National U19, když v semifinále skóroval proti Marseille při výhře 2:0 a ve finále připravil jeden z druhých gólů pro Sennyho Mayula při vítězství 3:1 nad Auxerre.
Dne 14. července 2024 byl Mbaye povolán na předsezónní přípravu do prvního týmu Paris Saint-Germain a udělal dojem na trenéra Luise Enriqueho. 7. srpna se poprvé objevil a nastoupil za klub při přátelské remíze 2:2 proti Sturmu Graz. Po devíti minutách zápasu vstřelil první gól PSG v sezoně po asistenci Marca Asensia. Po druhém předsezónním zápase PSG 10. srpna proti RB Lipsko, ve kterém Mbaye nastoupil, Luis Enrique ocenil jeho výkon a řekl, že je s jeho hrou spokojen. 16. srpna Mbaye oficiálně debutoval v dresu PSG, když odehrál první poločas při vítězství 4:1 na hřišti Le Havre, prvním zápase sezóny Ligue 1 2024/25. Stal se nejmladším hráčem, který za PSG nastoupil do zápasu ve věku 16 let, 6 měsíců a 23 dní, čímž překonal rekord svého spoluhráče Warrena Zaïre-Emeryho.

## Reprezentační kariéra
Mbaye je mládežnický reprezentant Francie. Na turnaji Montaigu v roce 2024 pomohl francouzskému týmu do 16 let k vítězství a zároveň převzal cenu pro nejlepšího hráče turnaje. Byl součástí francouzského týmu do 18 let, který ve stejném roce skončil třetí na Lafarge Foot Avenir.

## Osobní život
Mbaye se narodil ve Francii a po matce je marockého a po otci senegalského původu.

## Statistiky

### Klubové
Platí k zápasu hranému 19. října 2024.
| Klub                | Sezóna            | Liga              | Liga   | Liga | Národní pohár | Národní pohár | Kontinentální | Kontinentální | Ostatní | Ostatní | Celkově | Celkově |
| Klub                | Sezóna            | Soutěž            | Zápasy | Góly | Zápasy        | Góly          | Zápasy        | Góly          | Zápasy  | Góly    | Zápasy  | Góly    |
| ------------------- | ----------------- | ----------------- | ------ | ---- | ------------- | ------------- | ------------- | ------------- | ------- | ------- | ------- | ------- |
| Paris Saint-Germain | 2024/25           | Ligue 1           | 5      | 0    | 0             | 0             | 0             | 0             | 0       | 0       | 4       | 0       |
| Celkově v kariéře   | Celkově v kariéře | Celkově v kariéře | 5      | 0    | 0             | 0             | 0             | 0             | 0       | 0       | 5       | 0       |

## Úspěchy
Paris Saint-Germain U19
- Championnat National U19: 2023/24

Francie U16
- Turnaj Montaigu: 2024

Individuální
- Nejlepší hráč Turnaje Montaigu: 2024